# 阿基利諾·博科斯·梅里諾
阿基利諾·博科斯·梅里諾（西班牙語：Aquilino Bocos Merino；1938年5月17日—）是天主教西班牙籍執事級樞機及聖母聖心愛子會會士。

## 生平
阿基利諾·博科斯·梅里諾於1938年5月17日在西班牙巴利亞多利德省卡尼利亞斯德埃斯格瓦出生，1963年5月23日在聖母聖心愛子會晉鐸。
後來，他在薩拉曼卡天主教大學獲得哲學學位。1994年，他曾參加了世界主教會議會議，並於1994年至2004年間出任修會部的成員。
2018年5月20日，教宗方濟各宣佈樞機團將會於同年6月29日增添14位成員，博科斯·梅里諾是其中一位。14位準樞機後來提前一天加入樞機團。同年6月16日，費爾南多·塞瓦斯蒂安·阿吉拉爾樞機將博科斯·梅里諾晉牧。博科斯·梅里諾升為總主教，領烏魯士領銜總教區總主教銜。他於12天後獲冊封為執事級樞機，領聖路濟亞執事區執事銜。

## 牧徽

阿基利諾·博科斯·梅里諾枢机牧徽